# La lettura del Figaro
La lettura del Figaro è un dipinto a olio su tela (104x83,7 cm) realizzato nel 1878 dalla pittrice Mary Cassatt.
La pittrice ritrasse la madre assorta nella lettura de Le Figaro, il quotidiano parigino, la cui testata, capovolta, è chiaramente leggibile.
Fa parte di una collezione privata.